# Ferrovia Landquart-Davos
La ferrovia Landquart-Davos è una linea ferroviaria a scartamento metrico, che attraversa la regione della Prettigovia, nel cantone svizzero dei Grigioni.

## Storia
La linea fu costruita nel 1889 per congiungere l'importante località turistica di Davos all'esistente ferrovia Coira-St. Margrethen.
Fu la prima linea della vasta rete della Ferrovia Retica.

## Percorso
|  | Continuation backward | Continuation backward |

|  | Unknown route-map component "BHF-L" | Unknown route-map component "BHF-R" |

|  | Straight track | Unknown route-map component "CONTl+g" |

| Station on track |

| Enter and exit short tunnel |

| Stop on track |

| Station on track |

| Non-passenger station/depot on track |

| Station on track |

| Small bridge over water |

| Non-passenger station/depot on track |

| Station on track |

| Station on track |

| Small bridge over water |

| Station on track |

| Station on track |

| Station on track |

| Unknown route-map component "eBHF" |

| Small bridge over water |

| Station on track |

|  | Unknown route-map component "kkSTR2" | Unknown route-map component "kSTRc3" |

| Unknown route-map component "tSTR+l" | Unknown route-map component "tSTR+re" | Unknown route-map component "kSTR+4" |

| Unknown route-map component "tSTRe@g" | Straight track | Station on track |

| Station on track | Straight track | Straight track |

| Straight track | Unknown route-map component "tSTRa@f" | Small bridge over water + Unknown route-map component "PORTALf" |

| Unknown route-map component "tSTR+l" + Unknown route-map component "kkSTR2" | Unknown route-map component "tABZql" + Unknown route-map component "kSTRc3" | Unknown route-map component "tSTRr" |

| Unknown route-map component "tSTRl" | Unknown route-map component "tSTRq" + Unknown route-map component "kSTR+4" | Unknown route-map component "CONTf@Fq" + Unknown route-map component "PORTALr" |

| Station on track |

| Station on track |

| Station on track |

| Station on track |

| Continuation forward |